# ماشکئی
ماشکئی (به انگلیسی: Mashkai) یک عوارض جغرافیایی در پاکستان است که در ایالت بلوچستان واقع شده‌است.